# Hubertson Pauletta
Hubertson Pauletta (Willemstad, 3 juni 1989) is een voetballer die drie seizoenen als verdediger speelde voor RKC Waalwijk. Hij maakte zijn debuut in het betaalde voetbal op 19 oktober 2007 tegen BV Veendam. In oktober 2011 werd Hubertson opgeroepen voor het Curaçaos voetbalelftal. Daarna speelde Pauletta voor SC Feyenoord.

## Carrière
| Seizoen | Club         | Wedstrijden | Doelpunten | Competitie     |
| ------- | ------------ | ----------- | ---------- | -------------- |
| 2007/08 | RKC Waalwijk | 1           | 0          | Eerste Divisie |
| 2008/09 | RKC Waalwijk | 0           | 0          | Eerste Divisie |
| 2009/10 | RKC Waalwijk | -           | -          | Eerste divisie |
| 2010/11 | SC Feyenoord | -           | -          | Hoofdklasse    |
| Totaal  |              | 1           | 0          |                |